# یورگ جرمیاز
یورگ جرمیاز (به آلمانی: Jörg Jeremias) (متولد ۱۵ آوریل ۱۹۳۹ در گوتینگن) متکلم پروتستان آلمانی و استاد بازنشسته عهد عتیق در دانشگاه ماربورگ است.

## زندگی
جرمیاز - که پدرش، یواخیم یک الهیدان برجسته بود - در گوتینگن، زوریخ و هایدلبرگ و همچنین در دانشگاه ییل الهیات پروتستان و زبان‌های شرقی را مطالعه کرد. او پایان‌نامه کارشناسی ارشد خود را در ییل در مورد موضوع اوگاریت ارائه کرد و در سال ۱۹۶۴ با پایان‌نامه ای در مورد متون الهیات عهد عتیق دکترای خود را در بن دریافت کرد.

## پژوهش
علایق پژوهشی جرمیاز از یک سو به تاریخ دینی اسرائیل باستان در زمینه شرقی باستان مربوط می‌شود که به صورت تک نگاری در کار مربوط به متون الهیات منعکس شده‌است و اثر دیگری (پادشاهی خدا در مزامیر) که به پذیرش افسانه‌های کنعانی در مزامیر می‌پردازد.